# Pedicularis lanata
Pedicularis lanata är en snyltrotsväxtart som beskrevs av Carl Ludwig von Willdenow, Adelbert von Chamisso och Schltdl.. Pedicularis lanata ingår i släktet spiror, och familjen snyltrotsväxter. Inga underarter finns listade i Catalogue of Life.